# Wadgassen
Wadgassen (Sarrois : Wadgasse, fr.: Vadegasse) est une commune du Land de la Sarre dans le district de Sarrelouis, à environ 15 kilomètres à l'ouest de Sarrebruck. 

## Géographie
Wadgassen est dans la vallée de la Bisten, sur un affluent gauche de la Sarre, à la périphérie nord de la région Warndt.

## Histoire
Selon les premiers documents découverts dans la région datant de l'Empire carolingien, l'actuelle municipalité de Wadgassen serait probablement née des migrations germaniques. Mais de vieilles pierres découvertes à Differten et à Friedrichweiler, ont souligné que la zone était déjà habitée bien avant. D'autres fouilles en 1893, dont  la découverte du Mercure de Differten, montrent également une colonisation à l'époque de l'Empire romain. En l'an 902, Wadgassen (villa wuadegozzinga) est aussi le lieu de résidence du roi carolingien Louis l'Enfant, qui y signait un acte. Le Königshof est reçu par donation vers 1080 par le roi Henri IV à la détention de Sigbert Ier, le comte du Saargau inférieur. Le fils de Sigbert, le comte Frédéric de Sarrebruck (de), destinait la Cour avec tous ses possessions attenantes par testament à la création d'un couvent des Augustins. L'archevêque Albero de Trèves y fondait là en 1135 une abbaye de Prémontrés, l'abbaye de Wadgassen (de), dont le premier abbé fut le chanoine Wolfram élu par la communauté.
La première mention documentaire vient de Differten en l'année 1067. Les lieux Werbeln, Hostenbach et le Schaffhouse sont mentionnés dans des actes, dans les années 1214, 1225 et 1325 pour la première fois. Le document de fondation de Friedrichweiler apparait vers 1725.
Au cours des siècles suivants, jusqu'à sa dissolution en 1792, s'est développée l'abbaye par l'activité des chanoines de Prémontrés, par la fondation et des dons à un centre spirituel et culturel de la Sarre moyenne avec une grande diffusion et une large domination. Son domaine principal était Wadgassen, c'est-à-dire l'abbaye propre avec une cour supérieure et le Spurck, la ferme laitière Hostenbach avec les endroits Hostenbach, le Schaffhausen et le village Werbeln. Differten était au début de la Révolution française, à moitié en possession de l'abbaye, dans FriedrichWeiler, elle avait simplement des possessions.
Au cours de l'année 1843, la Cristallerie Wadgassen est fondée. 1974 voit la création de l'actuelle commune de Wadgassen  dans le cadre de la répartition territoriale de la Sarre et de la réforme administrative (allemande) établie.

### Armoiries
La devise du blason est la suivante: "sur une pointe humiliée, errée bleue, est un lys d'or héraldique, divisés d'or et de rouge, devant un demi-aigle armé en rouge et noir à la fente, derrière traversant une croix d'or continue."
L'importance de la cour du roi et de l'abbaye pour l'émergence et le développement de la commune de Wadgassen est manifesté dans la nouvelles armoiries municipales par l'inclusion de l'aigle royal et de la croix en tant qu'acquis communautaire, et pour toutes les parties de la ville, validé comme symbole.  Le lys, considéré dans la population en tant que symbole de l'abbaye, est issu des armoiries Tungstène, comme indiqué dans les annales de 1700 de l'abbaye et issu des armoiries du premier abbé Wolf Wolfram (1135-1158), mais sans doute apparut plus tard.  Dans le même temps, les lys symbolisent l'époque de la souveraineté lorraine et françaises et les couleurs bleu et or (qui sont en même temps les couleurs de la maison royale française), symbolisent les couleurs du Nassau-Sarrebrück et celles du comté de Sarrebruck.
L'aigle, blason des rois d'Allemagne, paraît pour la première fois au XIIe siècle à la fin du règne de Frédéric Ier Barberousse. Il est déjà plus âgé que le symbole de souverain sur les insignes royaux ou le symbole royal.  Comme le jeu royal, il apparaît aussi chez les rois et les empereurs de la maison salique sous le gouvernement de qui en 1080 la cour de roi Wadgassen venait comme le don aux comtes dans le district de Saare. (Cf.)

### Religion
- 1135 création d'une abbaye de Prémontrés dans Wadgassen
- 1792 dissolution de l'ordre des Prémontrés dans le cadre de la Révolution française

### Rattachements constitutifs
- 1974: Differten, Friedrichweiler, Hostenbach, Schaffhausen, Wadgassen (village), Werbeln.

## Politique

### maires
- 2014 - aujourd'hui : Sebastian Greiber, SPD
- 1988 - 2014 : Harald Braun, SPD
- 1974 - 1988 : Dr. Friedrich Mouty, CDU
- 1968 - 1974 : Alois Trouvain, CDU
- 1960 - 1968 : Johann Münchow, SPD
- 1956 - 1960 : Emil Lorscheider, CDU
- 1946 - 1956 : Reinhold Hanke, CVP

### Jumelages
La commune de Wadgassen est jumelée avec :
- Arques (France) depuis le 15 avril 1979 et située à environ 441 km.

## Économie et infrastructure
- Mécanique (compagnie Koch)
- Factory Outlet Centre, sur le terrain de l'ancienne Cristallerie de Villeroy & Boch

## Culture et sites touristiques

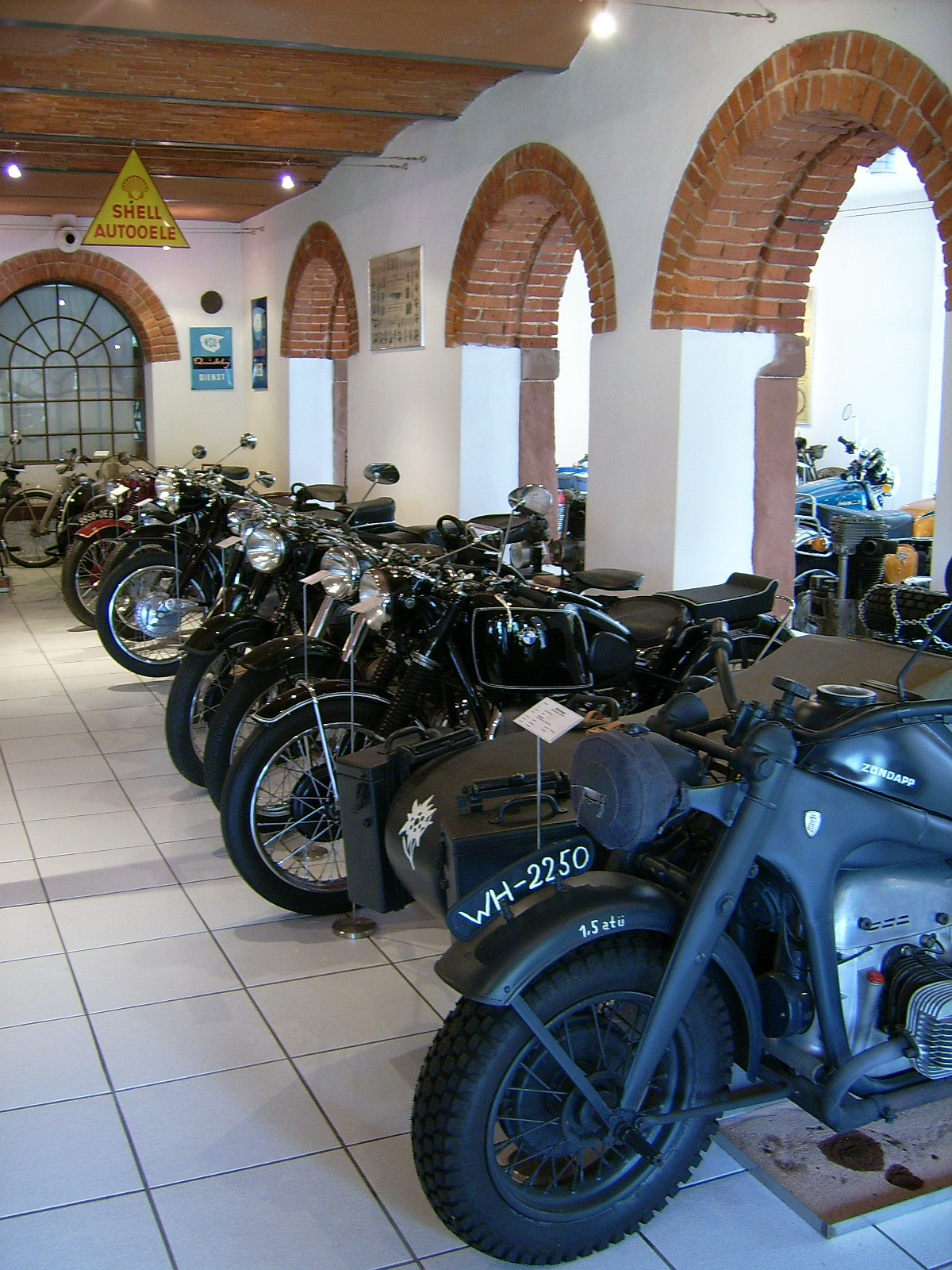
musée du deux roues

### Musées
- Le Quotidien du Deutsches Museum (DZM) dans le Abteihof, l'ancien Guts- et Wirtschaftshof de l'abbaye des Prémontrés dans Wadgassen[pas clair]
- Glashütte Museum, le spectacle de la verrerie Cristallerie Wadgassen[pas clair]
- museum. academia wadegotia, Musée d'institut pour histoire et culture des "Wadgassiens" et de leur région ; Treppenstrasse 13 (csw Neubau), Wadgassen. En internet : museum-wadgassen.de.

Fermé
- Musée du deux roues du land de Sarre sur le terrain de l'ancienne Cristallerie Wadgassen

(Fermé le 30 septembre 2007, il est envisagé de transformer le site en un Factory Outlet Centre,).

### Ouvrages d'art
- Ancienne ferme et cour économique de l'abbaye des Prémontrés, aujourd'hui siège du musée de presse allemand de la Fondation Culturelle du land de la Sarre
- Deux anciennes maisons de domestiques dans la Saarstrasse
- Cristallerie de Wadgassen restes de murs et des bâtiments de l'ancienne abbaye des Prémontrés (et aujourd'hui siège du musée de la verrerie); bâtiment hôpital en baroque tardif de l'ancienne abbaye; portail de l'ancienne abbaye; mur baroque du jardin  arboré
- maison Spurker: Ancienne Auberge, et briqueterie, lieu de supplice à Wadgassen. construction à deux étages avec plusieurs phases de construction. Première mention au XIIIe siècle. L'actuel, caractérisé par la construction d'une galerie d'accès à l'étage supérieur, dans la partie gauche, au XVIe siècle, et une phase de transformation baroque fenêtres du XVIIIe siècle dans la partie droite.
- Bornes historiques du XVIIIe siècle.

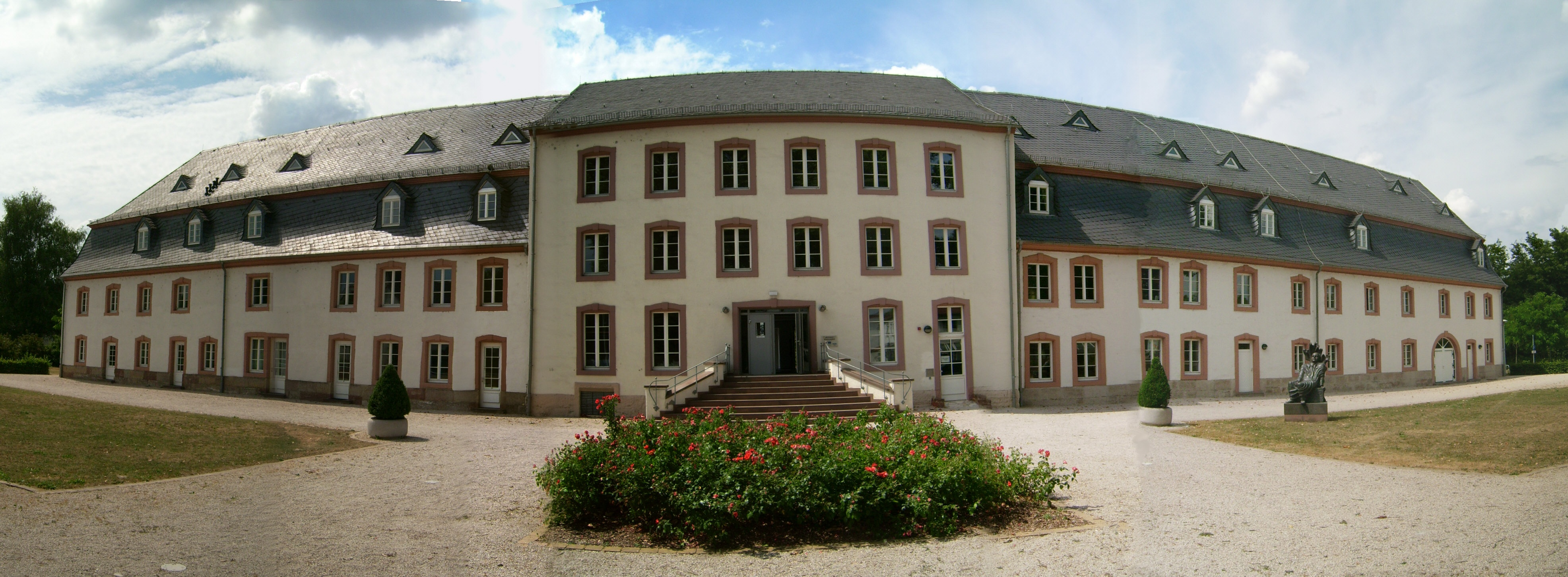
« musée de presse écrite allemand »à l'abbaye de Wadgassen

voir aussi à la liste des monuments de Wadgassen

### Galerie d'Images

Armes de Wadgassen
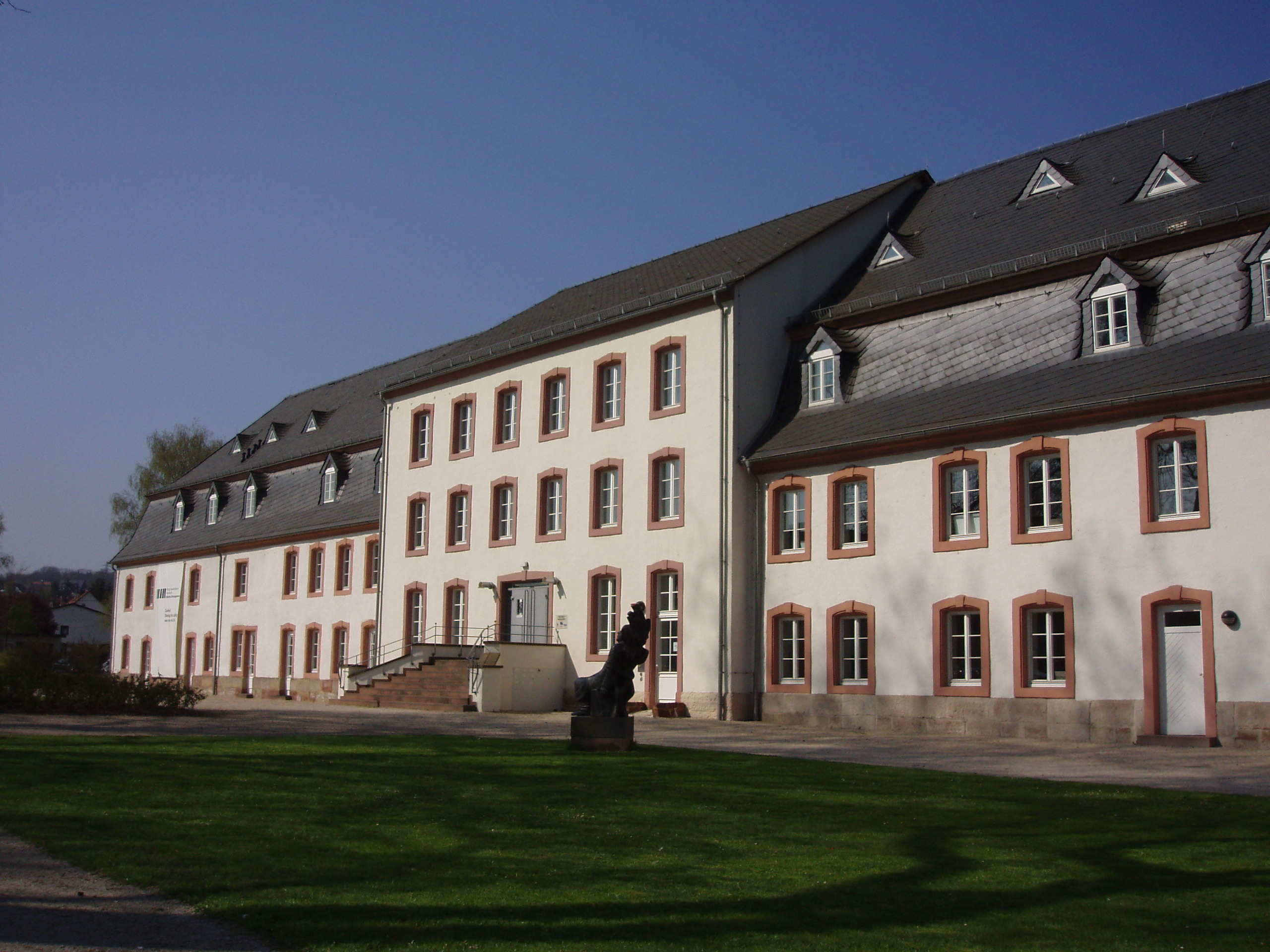
musée des Deutsches Zeitung dans "Abteihof" à Wadgassen
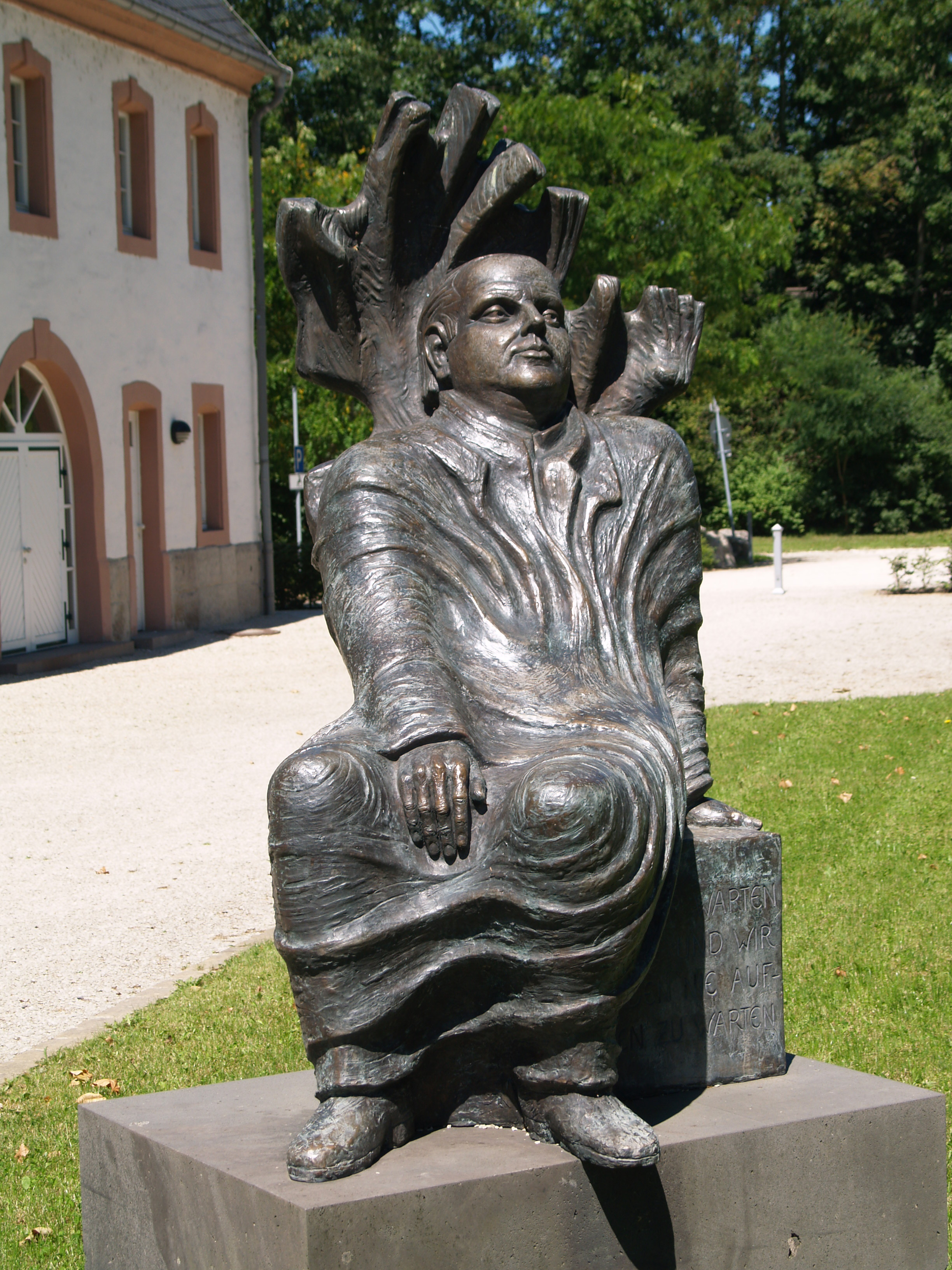
Johannes Kirschweng (sculpture en bronze de Lothar Meßner)
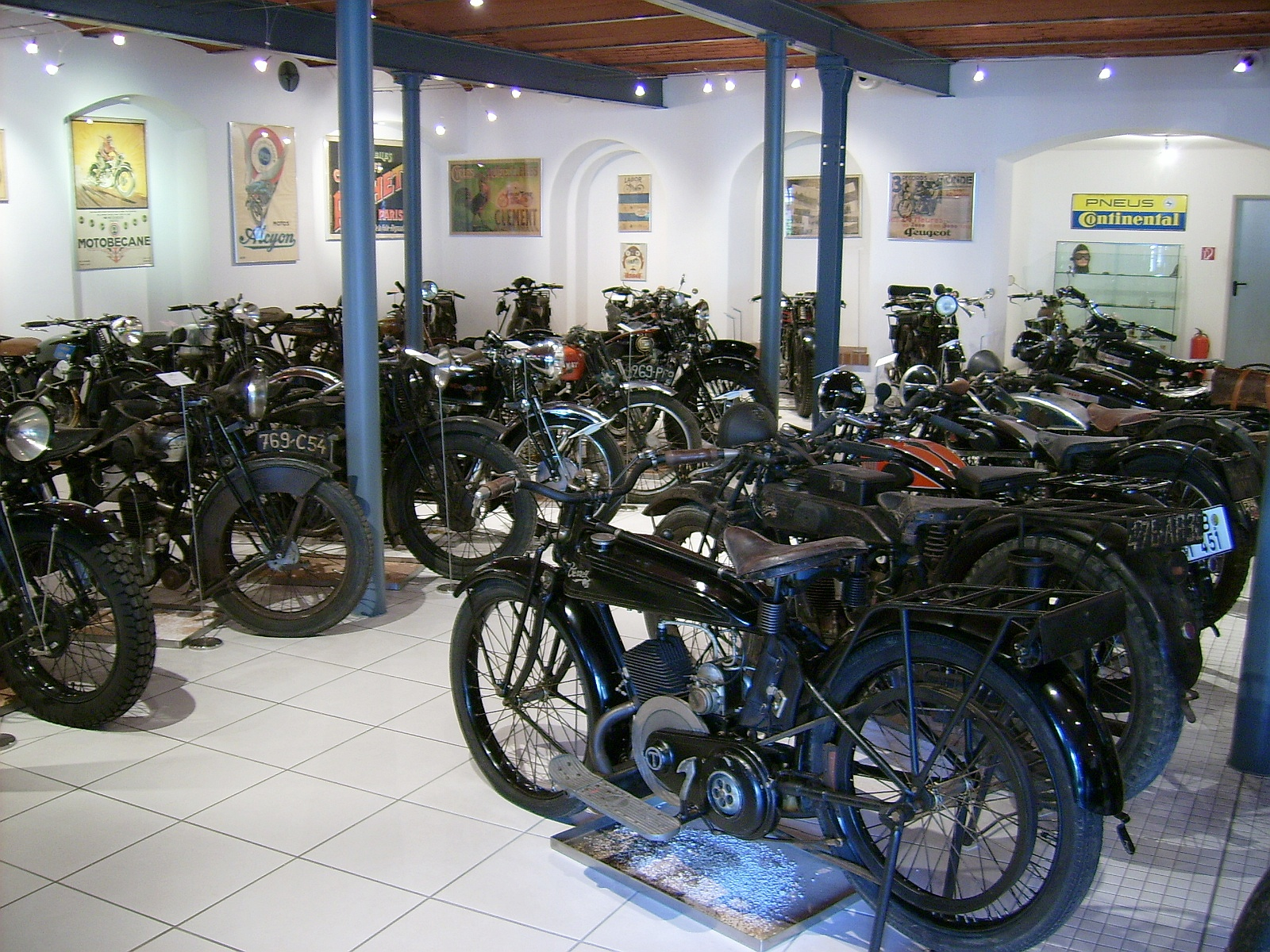
musée du deux roues à Wadgassen
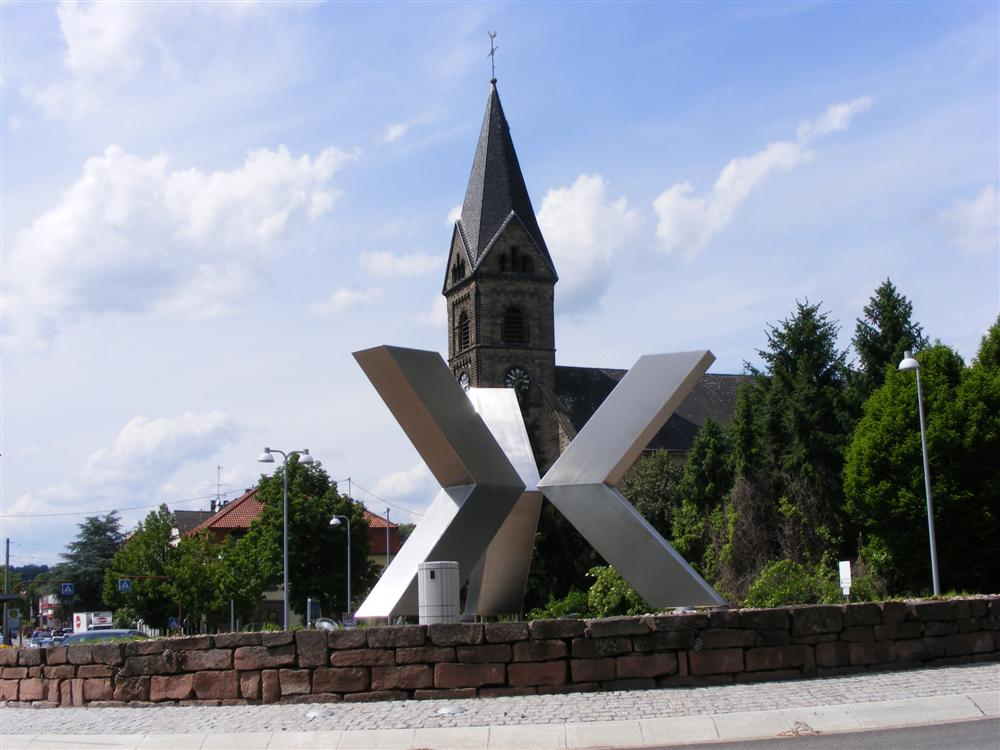

## Personnalités
- Jean Kirschweng, (né le 19 décembre 1900; † 22 août 1951), prêtre et écrivain. Un monument situé devant le musée de journaux
- Monika Kneip , (née le 9 juin 1952), tennis de table et actrice
- Peter Lorson , (né le 19 octobre 1894; † 6 mai 1954), théologien, jésuite, écrivain

## Équipements de loisirs
Les six arrondissements de la commune disposent d'un riche équipement de sport, de repos dans la nature, de la culture et de loisirs. À Differten, on trouve la piscine couverte, un étang de poisson et le parc zoologique dans lequel une zone d'excursion est équipée d'un parcours santé et de chemins touristiques en forêt. De là, on arrive aussi dans la réserve naturelle du "moulin du hibou" qui s'étend à une surface de 56 hectares jusqu'à Überherrn. À l'entrée de Wadgassen est implanté le plus grand parc naturel aquatique de la Sarre avec cinq hectares de superficie totale.